# Antoni Krauze
Antoni Krauze (sinh ngày 4 tháng 1 năm 1940 - mất ngày 14 tháng 2 năm 2018) là một đạo diễn điện ảnh và nhà biên kịch người Ba Lan.

## Tiểu sử
Antoni Krauze sinh ngày 4 tháng 1 năm 1940 tại Warsaw, Ba Lan. Ông theo học làm phim tại Trường Điện ảnh Quốc gia ở Łódź vào năm 1966. Ông là anh trai của hoạ sĩ truyện tranh kiêm họa sĩ minh họa Andrzej Krauze.
Antoni Krauze qua đời tại Warsaw vào ngày 14 tháng 2 năm 2018.

## Sự nghiệp
Trong sự nghiệp của mình, Antoni Krauze đã đạo diễn nhiều phim tài liệu và phim điện ảnh   Bộ phim Black Thursday của ông vào năm 2011 đã vinh dự giành Giải thưởng đặc biệt tại Liên hoan phim Gdynia năm 2011 và Giải thưởng FIPRESCI tại Liên hoan phim thế giới Montréal năm 2011.

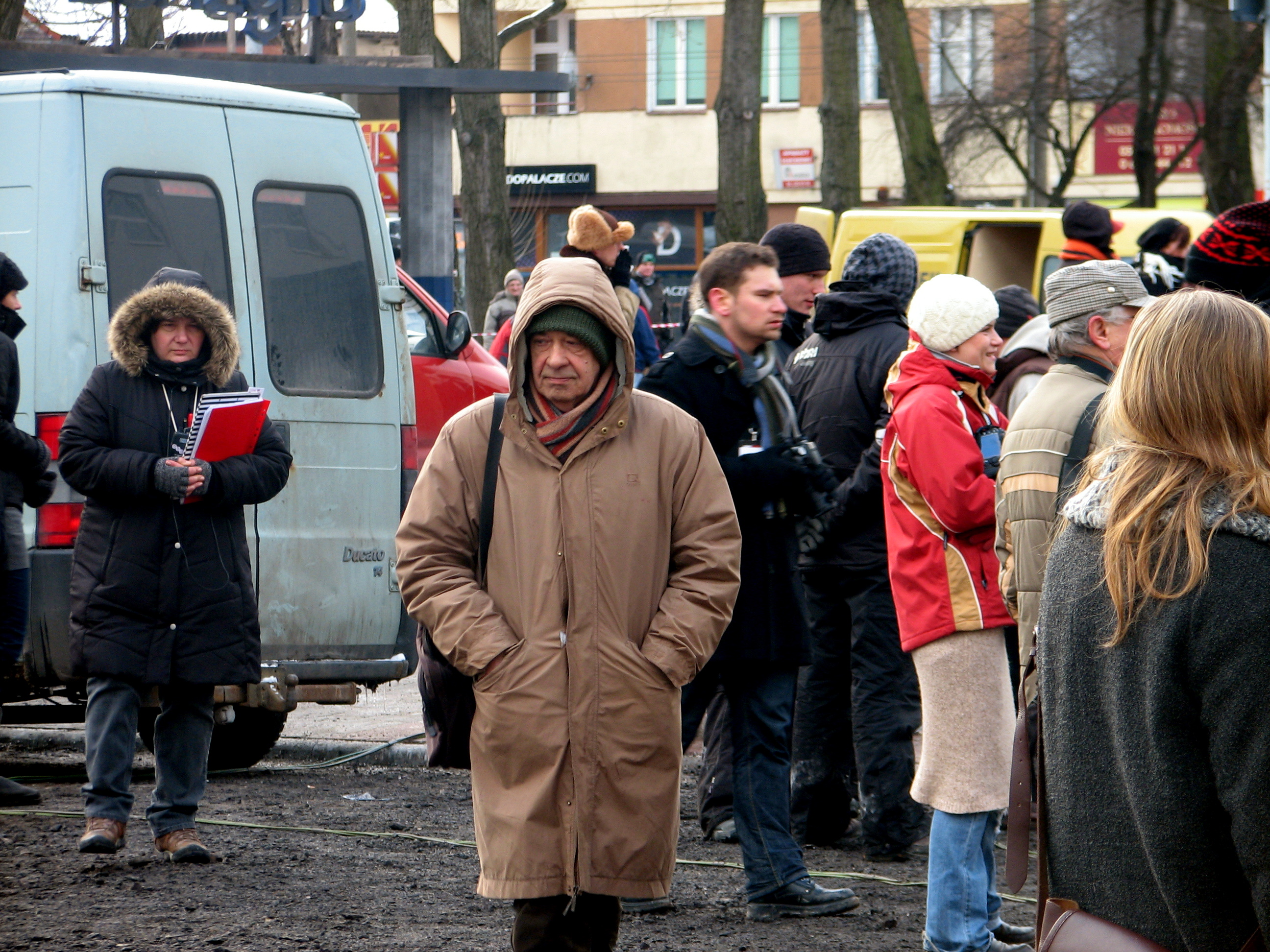
Antoni Krauze (2010) (Đang quay phim Black Thursday).

## Phim

### Phim điện ảnh

#### Đạo diễn và biên kịch
- Palec boży, 1973
- Strach, 1975 – chỉ đạo diễn
- Podróż do Arabii, 1979
- Party przy świecach, 1980 – chỉ đạo diễn
- Prognoza pogody, 1982
- Dziewczynka z hotelu Excelsior, 1988 – chỉ đạo diễn
- Radość pisania, 2005 – về Wisława Szymborska[5]
- Czarny czwartek, 2011 – chỉ đạo diễn
- Smolensk, 2016 – về vụ rơi máy bay Tu-154 của Không quân Ba Lan năm 2010[6]